# Pangai
Pangai – miasto w Tonga; na wyspie Lifuka. Według danych oficjalnych na dzień 30 listopada 2011 roku liczyło 2055 mieszkańców.